# Bandiera della Sierra Leone
La bandiera della Sierra Leone è stata adottata ufficialmente il 27 aprile 1961, data di indipendenza del Paese.

## Descrizione
La bandiera è un tricolore a bande orizzontali in verde (alto), bianco (centro) e blu (basso). 
Il verde simboleggia il popolo e le risorse naturali, in particolare l'agricoltura e le montagne. Il bianco rappresenta l'unità e la giustizia. Il blu rappresenta l'aspirazione di contribuire alla pace del mondo, in particolare attraverso il porto naturale di Freetown.

## Bandiere storiche

Bandiera della Colonia britannica della Sierra Leone (1889-1916)
Bandiera della Colonia britannica della Sierra Leone (1916-1961)